# Ischnocampa sordida
Ischnocampa sordida är en fjärilsart som beskrevs av Felder 1874. Ischnocampa sordida ingår i släktet Ischnocampa och familjen björnspinnare. Inga underarter finns listade i Catalogue of Life.